# Zight
Zight, artiestennaam van Yau Yiu Ting (Hongkong, 26 december 1988), is een Hongkongse componist en muziekproducent. Zijn muziekstijl is een mix van electrohouse en progressive house.

## Biografie
Zight groeide op in Hong Kong en studeerde creatieve media en muziekproductie in City University of Hong Kong. In 2011 bracht hij zijn eerste single "Yamanote Line Dreamer" uit in samenwerking met de Japanse muzikale rapgroep MIDICRONICA.
In 2018 bezocht hij Londen en studeerde elektronische muziekproductie aan de Point Blank Music School. In 2020 bracht hij zijn eerste elektronische muzieksingle "Paradise" uit.
In 2021 bracht hij "Fly Away" in samenwerking met de Britse zanger Sonna Rele uit.
In 2022 bracht Zight zijn zevende single "Work It Harder" uit met de beroemde Amerikaanse zanger Chris Willis. Tijdens een interview gaf hij aan met deze muziekvideo Oekraïne te steunen.

## Discografie

### Singles
- Paradise (2020)
- Fly Away (ft. Sonna Rele) (2021)
- Suite No.1 In Z Major (2021)
- Everybody Keep Running (ft. Peter Forest) (2021)
- Daisy (ft. Oliviya Nicole) (2021)
- Number One (ft. Adam Christopher) (2022)
- Work It Harder (ft. Chris Willis) (2022)
- Waiting (ft. Klapse, AndyBear) (2023)
- Mongolia (2023)

- MusicBrainz: 40bdf368-3dc4-4bcc-a75e-34c54d1dd668